# Mikumi-Nationalpark
Der Mikumi-Nationalpark (englisch Mikumi National Park) ist ein Nationalpark in Tansania (Ostafrika). Er befindet sich rund 280 km westlich von Daressalam und wurde 1964 gegründet. Mit einer Fläche von 3230 km² ist er einer der größten Nationalparks in Tansania. Der Park befindet sich im Nordwesten des Selous-Wildschutzgebietes und bildet mit ihm ein fast 60.000 km² großes Ökosystem.
Im Vergleich zu anderen Nationalparks in Tansania, wie dem Serengeti-Nationalpark und dem Ruaha-Nationalpark, ist der Mikumi-Nationalpark kleiner und weniger bekannt. Von Daressalaam aus ist er gut erreichbar.

## Lage und Infrastruktur
| Der Mikumi-Nationalpark liegt in Mitteltansania und wird von der Straße, die von Daressalaam über Iringa nach Sambia und Malawi führt, durchquert. Er befindet sich zwischen 200 und 800 Meter über dem Meeresspiegel. Der Park erstreckt sich von den Uluguru-Bergen im Norden zu den Lumungo-Bergen im Süden. Im Süden wird er direkt vom Selous-Wildreservat begrenzt. Der Jahresniederschlag beträgt in den Ebenen 500 bis 600 mm, an den Hängen über 1000 mm. Im Gegensatz zu vielen anderen Nationalparks darf der Mikumi-Nationalpark auch ohne Führer mit dem eigenen Fahrzeug befahren werden. Das Wegenetz ist gut ausgebaut und mit zahlreichen Wegweisern zur Orientierung versehen. Obwohl regelmäßig Charterflüge von Arusha oder Selous direkt zu dem Flugfeld der Mikumi-Parkverwaltung durchgeführt werden und der Park nahe bei Daressalam liegt, hat er im Vergleich zu anderen relativ wenige Besucher aus dem Ausland. Im Park befinden sich drei Campingplätze, ein Gasthaus und einige Lodges mit unterschiedlichem Komfort. Der Nationalpark ist ganzjährig geöffnet. | Hier fehlt eine Grafik, die leider im Moment aus technischen Gründen nicht angezeigt werden kann. Wir arbeiten daran! |

## Fauna und Flora
Die Vegetation und Landschaft ist vergleichbar mit der Serengeti. Der Nordwesten des Mikumi-Nationalparks ist geprägt vom Schwemmland des Mkata. Im übrigen Park herrscht Savanne vor, die mit Akazien, Affenbrotbäumen, Tamarindenbäumen und einigen seltenen Palmenarten bewachsen ist. An den Hängen im Osten und Westen des Parkes wächst Miombo-Wald. Die Ebenen sind von zeitweise überfluteten Grasflächen und Sümpfen bedeckt.

Es gibt zahlreiche verschiedene Tierarten, wie etwa Leoparden, Giraffen, Zebras, Büffel, Impalas, Kuh- und Pferdeantilopen sowie Afrikanische Wildhunde. Für die Elenantilope, die größte Antilopenart der Welt, bestehen im Mikumi-Nationalpark die wohl besten Beobachtungsmöglichkeiten in ganz Tansania. Der Löwenbestand ist bemerkenswert. Die hier lebenden Elefanten haben freien Zugang zum Selous-Reservat und gehören damit zum größten zusammenhängenden Bestand des Afrikanischen Elefanten. Doch die asphaltierte Hauptstraße durch den Mikumi-Nationalpark begünstigt Wilderei. 

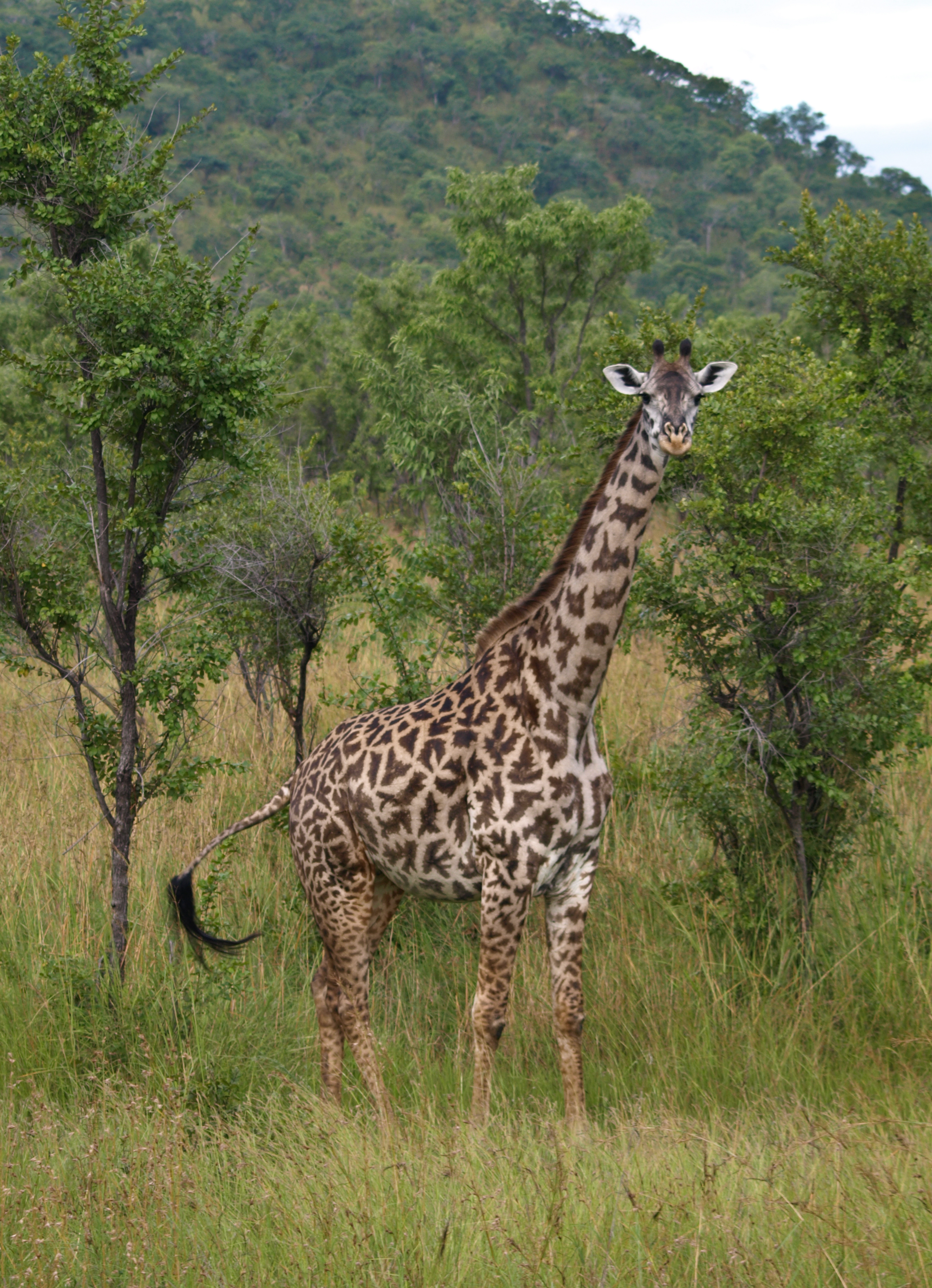
Giraffe im Mikumi, möglicherweise Subspecies zwischen Massai- und Somali-Giraffe

Der Mikumi-Nationalpark ist insbesondere bei Ornithologen bekannt, da er 370 Vogelarten beheimatet. An einem kleinen, künstlich bewässerten See leben Flusspferde und Krokodile. Von den Aussichtstürmen, die sich teilweise in den Lodges befinden, können die Tiere gut beobachtet werden.